# Godlewo-Mierniki
Godlewo-Mierniki – wieś w Polsce położona w województwie mazowieckim, w powiecie ostrowskim, w gminie Nur.
Administracyjnie w skład sołectwa Godlewo Warsze i Mierniki wchodzą wsie Godlewo-Warsze i Godlewo-Mierniki.
| SIMC    | Nazwa         | Rodzaj    |
| ------- | ------------- | --------- |
| 0402632 | Godlewo-Plewy | część wsi |

W latach 1975–1998 miejscowość administracyjnie należała do województwa łomżyńskiego.
Wierni Kościoła rzymskokatolickiego należą do parafii Przemienienia Pańskiego w Zuzeli.

## Historia wsi
Założone prawdopodobnie w końcu XIV lub na początku XV w. przez książęcego mierniczego ziemi. W tamtym czasie osoba taka nazywała się Godel i stąd wzięła się prawdopodobnie nazwa Godlewo.
W XVI w. istniało w okolicy kilkanaście przysiółków zamieszkiwanych przez drobną szlachtę herbu Gozdawa, która przyjęła nazwisko Godlewscy.
Wieś Godlewo Mierniki Mazai o powierzchni 13 włók wymieniona w spisie podatkowym z roku 1578. Wymieniono właścicieli: Wawrzyniec, Albert, Marcin i bracia Godlewscy.
Wzmiankowani Godlewscy:
- Franciszek – burgrabia grodzki, nurski
- Stanisław – senator, wielokrotny poseł Ziemi nurskiej (1680-1703), kasztelan podlaski (1705)
- 3. było chorążymi nurskimi, 2. cześnikami, 3. komornikami ziemskimi, 1. był łowczym, a 2. miecznikami
- w roku 1698 na elekcję Augusta II Sasa przybyło 95 Godlewskich[10]

W 1788 wymienieni właściciele: Kazimierz, Józef, Kasper, Walenty i Zygmunt zwani Satany. W tym czasie dziedziczyli tu również inni Godlewscy. W 1784 oprócz Godlewskich wymienieni: Moszczyński, Ołtarzewski, Stokowski i Woytkowski.
Dane o wsi:
- 1817 – 19 domów i 98 mieszkańców[12]
- 1827 – 22 domy i 130 mieszkańców[13]
- 1880 – 22 domy i 121 mieszkańców[14]
- 1891 – we wsi żyło 21 drobnoszlacheckich gospodarzy, każdy z nich posiadał średnio 5,2 ha ziemi[15]
- 1906 – 26 domów i 238 mieszkańców (w tym kilkunastu Żydów)[12]
- 1921 – 36 domów i 203 mieszkańców. Oprócz Polaków mieszkało również 7 Żydów. Wieś należała do gminy Szulborze-Koty[16]. W okresie międzywojennym działał tu sklep spożywczy, należący do Żyda, M. Cymesa[17].